# Kellolaki
Kellolaki är en kulle i Finland.   Den ligger i den ekonomiska regionen  Fjäll-Lappland  och landskapet Lappland, i den norra delen av landet, 900 km norr om huvudstaden Helsingfors. Toppen på Kellolaki är 303 meter över havet, eller 85 meter över den omgivande terrängen. Bredden vid basen är 7,4 km.
Terrängen runt Kellolaki är huvudsakligen platt.  Trakten runt Kellolaki är nära nog obefolkad, med mindre än två invånare per kvadratkilometer.